# Rehhorst
Rehhorst är en kommun och ort i Kreis Stormarn i förbundslandet Schleswig-Holstein i Tyskland.
Kommunen ingår i kommunalförbundet Amt Nordstormarn tillsammans med ytterligare 11 kommuner.